# Juan Marén
Juan Luis Marén Delis (Santiago di Cuba, 20 agosto 1971) è un ex lottatore cubano, specializzato nella lotta greco-romana. Ha rappresentato Cuba a tre edizioni dei Giochi olimpici estivi vincendo due medaglie d'argento e una di bronzo.

## Palmarès
- Giochi olimpici

Barcellona 1992: bronzo nei pesi gallo;
Atlanta 1996: argento nei pesi gallo;
Sydney 2000: argento nei pesi gallo;
- Mondiali

Varna 1991: bronzo nei -63 kg;
Stoccolma 1993: bronzo nei -63 kg;
- Giochi panamericani

L'Avana 1991: oro nei -62 kg;
Mar del Plata 1995: oro nei -62 kg;
Winnipeg 1999: oro nei -63 kg;
Santo Domingo 2003: oro nei -66 kg;
- Campionati panamericani

Città del Messico 1984: oro nei -62 kg;
1991: oro nei -62 kg;
Albany 1992: oro nei -62 kg;
Città del Guatemala 1993: oro nei -62 kg;
Città del Messico 1994: oro nei -62 kg;
San Juan 1997: oro nei -63 kg;
Winnipeg 1998: oro nei -63 kg;
Cali 2000: oro nei -63 kg;
Santo Domingo 2001: oro nei -63 kg;
Marcaibo 2002: oro nei -66 kg;
- Giochi centramericani e caraibici

Città del Messico 1990: oro nei -63 kg;
Ponce 1993: oro nei -63 kg;
Maracaibo 1998: oro nei -63 kg;